# L’Ami du Peuple
Der L’Ami du Peuple (Der Volksfreund) war eine von Jean-Paul Marat herausgegebene und verfasste Zeitung, die während der Zeit der Französischen Revolution auf Seiten des Volkes die führenden Köpfe der Gegenrevolution und deren Politik scharf angriff. Selbst nachdem revolutionäre Volksvertreter wie Robespierre die Regierung übernommen hatten, nahm das Blatt seine regierungskritische Rolle weiterhin wahr und verlangte unter anderem die Einführung der Verfassung von 1793, um somit dem Volk umfassendere Rechte zu verschaffen.
Marat veröffentlichte am 11. August 1789 zuerst den Moniteur patriotique. Nachdem er den Einfluss auf diese Zeitung verloren hatte, gründete er am 12. September den „Publiciste parisien“, den er bereits am 16. in L’Ami du Peuple umbenannte. Unter wechselnden Titeln erschienen ca. tausend Ausgaben. Erst später erschien die Zeitung täglich. Mit einer Auflage von 2000 war sie zwar nicht die am meisten verbreitete Zeitung, aber sie hatte einen stabilen Leserstamm in Paris wie im übrigen Land.
Im Kleinformat (Oktav), auf 8 bis 10 Seiten, mit einem großen Leitartikel, berichtete das Blatt in einer aufreizenden und pathetischen Sprache über alltägliche Versorgungsprobleme des Volkes und die wirklichen oder angeblichen Intrigen der Regierenden in Stadt und Land. Marat war mit Ausnahme der Leserbriefe der alleinige Verfasser.
Der hierdurch populär gewordene Titel wurde hernach auch von anderen Zeitungen benutzt, wie zum Beispiel dem noch heute existenten Trierischen Volksfreund, vgl. auch Volksfreunde.